# Mangalvedhe
Mangalvedhe è una città dell'India di 21.694 abitanti, situata nel distretto di Solapur, nello stato federato del Maharashtra. In base al numero di abitanti la città rientra nella classe III (da 20.000 a 49.999 persone).

## Geografia fisica
La città è situata a 17° 31' 0 N e 75° 28' 0 E e ha un'altitudine di 458 m s.l.m..

## Società

### Evoluzione demografica
Al censimento del 2001 la popolazione di Mangalvedhe assommava a 21.694 persone, delle quali 11.224 maschi e 10.470 femmine. I bambini di età inferiore o uguale ai sei anni assommavano a 2.863, dei quali 1.557 maschi e 1.306 femmine. Infine, coloro che erano in grado di saper almeno leggere e scrivere erano 14.768, dei quali 8.498 maschi e 6.270 femmine.